# Posąg nagiej kobiety z Niniwy
Posąg nagiej kobiety z Niniwy – kamienny posąg odnaleziony w 1853 roku przez Hormuzda Rassama w Niniwie, jednej z dawnych stolic Asyrii. Przedstawiający nagą kobietę zabytek nie jest kompletny - brakuje głowy, rąk i stóp, a zachowane torso jest w wielu miejscach uszkodzone.(szczególnie jego tył). Pewne szczegóły, jak np. starannie wyrzeźbione włosy łonowe, są wciąż widoczne. Torso ma wysokość 93 cm, a jego szerokość waha się od 46 cm (na wysokości ramion) do 25 cm (powyżej kolan). Obecnie zabytek znajduje się w zbiorach British Museum (BM 124963). Jego unikatowość polega na tym, iż jest jedynym znanym asyryjskim posągiem przedstawiającym nagą kobietę.
Posąg znaleziony został w pobliżu ruin świątyni Isztar, w tym samym wykopie, w którym znaleziono inny ważny asyryjski zabytek, tzw. złamany obelisk. Sam posąg przedstawia najprawdopodobniej Isztar w jej roli jako bogini miłości i pierwotnie stać mógł w poświęconej jej świątyni. 
Z tyłu posągu znajduje się krótka inskrypcja klinowa z której wynika, iż posąg powstał za panowania asyryjskiego króla Aszur-bel-kala (1073-1056 p.n.e.). Tekst wspomina też o tym, iż król ten kazał stawiać tego rodzaju posągi w prowincjach, miastach i garnizonach ina muḫ-ḫi ṣi-a-ḫi - „dla wzbudzenia podniecenia” lub „dla przyjemności”. Użyte tu słowo ṣâḫu może też znaczyć „być przyciągającym, takim który wabi/nęci”, więc według innej interpretacji król miałby stawiać te posągi po to, „aby wabiły/nęciły”. Zgodnie z opinią Julii Assante tego rodzaju posągi miały pobudzać seksualnie żołnierzy, zwiększając tym samym ich morale i wolę walki. 
Inskrypcja kończy się przestrogą dla tych, którzy próbowaliby usunąć imię króla z posągu:
„Co zaś się tyczy tego, który usunie mą inskrypcję i me imię, to bogowie Sebittu sprawią, iż pokąsi go wąż”.